# جيمي فيل
جيمي فيل (بالإنجليزية: Jimmy Fell)‏ هو لاعب كرة قدم بريطاني، ولد في 4 يناير 1936 في Cleethorpes ‏ في المملكة المتحدة، وتوفي في 2 فبراير 2011 في غريمسبي ‏ في المملكة المتحدة. لعب مع غريمسبي تاون ولينكولن سيتي أف سي ونادي إيفرتون ونادي بوسطن يونايتد ونادي والسول ونيوكاسل يونايتد.